# Lưu Kim Quốc
Lưu Kim Quốc (giản thể: 刘金国; phồn thể: 劉金國; bính âm: Liú Jīnguó; sinh tháng 4 năm 1955) là sĩ quan cảnh sát và chính khách nước Cộng hòa Nhân dân Trung Hoa. Ông là Ủy viên Ủy ban Trung ương Đảng Cộng sản Trung Quốc khóa XX, khóa XIX, hiện là Ủy viên Ủy ban Thường vụ, Phó Bí thư Ủy ban Kiểm tra Kỷ luật Trung ương Đảng Cộng sản Trung Quốc (CCDI) khóa XVIII và khóa XIX. Trước đó, ông từng giữ nhiều chức vụ cao cấp tại Bộ Công an Trung Quốc như Phó Bí thư Đảng ủy Bộ Công an, Bí thư Ủy ban Kiểm tra Kỷ luật Đảng ủy Bộ Công an, Thứ trưởng Bộ Công an Trung Quốc, Chánh Thanh tra Bộ Công an Trung Quốc.

## Tiểu sử

### Thân thế
Lưu Kim Quốc là người Hán sinh tháng 4 năm 1955 ở thôn Tiểu Cảng, hương Hòe Lý Trang, huyện Xương Lê, thành phố Tần Hoàng Đảo, tỉnh Hà Bắc trong một gia đình nông dân phổ thông, ông là con thứ hai trong gia đình có sáu người con. Sau khi tốt nghiệp trung học phổ thông, Lưu Kim Quốc trở về thôn làm nghề nông. 

### Giáo dục
Tháng 8 năm 1996 đến tháng 12 năm 1998, ông theo học chuyên ngành quản lý kinh tế lớp chính quy hàm thụ cán bộ lãnh đạo tại Trường Đảng Trung ương Đảng Cộng sản Trung Quốc.

### Sự nghiệp
Tháng 9 năm 1975, Lưu Kim Quốc gia nhập Đảng Cộng sản Trung Quốc. Tháng 12 năm 1976 đến tháng 8 năm 1985, Lưu Kim Quốc được bổ nhiệm làm Phó Bí thư rồi Bí thư Đảng ủy công xã Hòe Lý Trang, huyện Xương Lê, tỉnh Hà Bắc. Tháng 1 năm 1986, ông được điều chuyển làm Ủy viên Ban Thường vụ Huyện ủy, Trưởng ban Tổ chức Huyện ủy Xương Lê, tỉnh Hà Bắc. Tháng 7 năm 1986, ông được bổ nhiệm giữ chức Phó Bí thư Huyện ủy huyện Xương Lê, tỉnh Hà Bắc. Tháng 4 năm 1987, ông được bổ nhiệm làm Phó Bí thư Khu ủy Khu Sơn Hải Quan, Khu trưởng Khu Sơn Hải Quan. Tháng 5 năm 1991, ông được luân chuyển giữ chức Tổng Thư ký Thành ủy thành phố Tần Hoàng Đảo, tỉnh Hà Bắc.
Tháng 5 năm 1992, Lưu Kim Quốc được điều chuyển làm Cục trưởng Cục Công an thành phố Tần Hoàng Đảo, tỉnh Hà Bắc; từ tháng 7 năm 1992, ông giữ chức Ủy viên Ban Thường vụ Thành ủy Tần Hoàng Đảo, Cục trưởng Cục Công an thành phố Tần Hoàng Đảo, tỉnh Hà Bắc. Tháng 4 năm 1993, ông được bổ nhiệm làm Phó Thị trưởng thành phố Tần Hoàng Đảo kiêm Cục trưởng Cục Công an thành phố Tần Hoàng Đảo, tỉnh Hà Bắc; từ tháng 11 năm 1994, ông giữ chức Ủy viên Ban Thường vụ Thành ủy Tần Hoàng Đảo, Phó Thị trưởng thành phố Tần Hoàng Đảo kiêm Cục trưởng Cục Công an thành phố Tần Hoàng Đảo, tỉnh Hà Bắc.
Tháng 7 năm 1995, Lưu Kim Quốc được bổ nhiệm làm Ủy viên Đảng ủy Sở Công an, Phó Giám đốc Sở Công an tỉnh Hà Bắc. Tháng 11 năm 2001, ông được bổ nhiệm giữ chức Phó Bí thư Đảng ủy Sở Công an, Phó Giám đốc Sở Công an tỉnh Hà Bắc, hàm Giám đốc Sở. Tháng 12 năm 2001, ông được điều sang làm Bí thư Ủy ban Chính trị Pháp luật Tỉnh ủy Hà Bắc, từ tháng 12 năm 2002, ông giữ chức Ủy viên Ban Thường vụ Tỉnh ủy Hà Bắc, Bí thư Ủy ban Chính trị Pháp luật Tỉnh ủy Hà Bắc.
Tháng 3 năm 2005, Lưu Kim Quốc được bổ nhiệm làm Ủy viên Đảng ủy Bộ Công an, Thứ trưởng Bộ Công an Trung Quốc. Tháng 8 năm 2009, ông được bổ nhiệm giữ chức Ủy viên Đảng ủy Bộ Công an, Bí thư Ủy ban Kiểm tra Kỷ luật Đảng ủy Bộ Công an kiêm Thứ trưởng Bộ Công an Trung Quốc, Chánh Thanh tra Bộ Công an Trung Quốc. Tháng 11 năm 2012, tại Đại hội Đảng Cộng sản Trung Quốc lần thứ 18, ông được bầu làm Ủy viên Ủy ban Kiểm tra Kỷ luật Trung ương Đảng Cộng sản Trung Quốc (CCDI).
Sau khi Thứ trưởng Bộ Công an Lý Đông Sinh "ngã ngựa" năm 2013, vào tháng 1 năm 2014, Lưu Kim Quốc được bổ nhiệm giữ chức vụ Chủ nhiệm Phòng 610 Trung ương kiêm Phó Bí thư Đảng ủy Bộ Công an, Bí thư Ủy ban Kiểm tra Kỷ luật Đảng ủy Bộ Công an, Thứ trưởng Bộ Công an Trung Quốc, Chánh Thanh tra Bộ Công an Trung Quốc, mang hàm Bộ trưởng. Ông Lưu Kim Quốc chỉ giữ chức vụ Chủ nhiệm Phòng 610 — cơ quan an ninh được thành lập nhằm mục đích điều phối và thực thi việc đàn áp Pháp Luân Công trong khoảng một năm, tháng 1 năm 2015, Ủy ban Kiểm tra Kỷ luật Trung ương thông báo, ông Lưu Kim Quốc không còn giữ chức Chủ nhiệm Phòng 610.
Ngày 25 tháng 10 năm 2014, tại Hội nghị lần thứ tư của Ủy ban kỷ luật Trung ương Đảng Cộng sản Trung Quốc, Lưu Kim Quốc được bổ nhiệm làm Ủy viên Thường vụ Ủy ban Kiểm tra Kỷ luật Trung ương, Phó Bí thư Ủy ban Kiểm tra Kỷ luật Trung ương Đảng Cộng sản Trung Quốc đồng thời ông vẫn kiêm nhiệm các chức vụ Phó Bí thư Đảng ủy Bộ Công an, Bí thư Ủy ban Kiểm tra Kỷ luật Đảng ủy Bộ Công an, Thứ trưởng Bộ Công an, Chánh Thanh tra Bộ Công an Trung Quốc. Tháng 3 năm 2015, Lưu Kim Quốc được miễn nhiệm các chức vụ Phó Bí thư Đảng ủy Bộ Công an, Bí thư Ủy ban Kiểm tra Kỷ luật Đảng ủy Bộ Công an, Thứ trưởng Bộ Công an Trung Quốc, Chánh Thanh tra Bộ Công an Trung Quốc.
Ngày 24 tháng 10 năm 2017, tại Đại hội Đảng Cộng sản Trung Quốc lần thứ XIX, Lưu Kim Quốc được bầu làm Ủy viên Ban Chấp hành Trung ương Đảng Cộng sản Trung Quốc khóa XIX. Ngày 25 tháng 10 năm 2017, Ban Chấp hành Trung ương Đảng Cộng sản Trung Quốc khóa XIX tiến hành Hội nghị toàn thể lần thứ nhất, bầu ông làm Ủy viên Thường vụ Ủy ban Kiểm tra Kỷ luật Trung ương, Phó Bí thư Ủy ban Kiểm tra Kỷ luật Trung ương Đảng Cộng sản Trung Quốc (CCDI).